# Critters 4 – Das große Fressen geht weiter
Critters 4 – Das große Fressen geht weiter (Originaltitel: Critters 4) ist ein US-amerikanischer Science-Fiction-Film von Rupert Harvey aus dem Jahr 1992. Der Film startete am 20. August 1992 in den deutschen Kinos.

## Handlung
Die letzten beiden Exemplare der Critterspezies werden in einer Raumkapsel ins All befördert. Nach 50 Jahren wird diese Kapsel von einer Raumschiffbesatzung entdeckt und an Bord gebracht. Sie beschließt, die Kapsel zu einer nahen Raumstation zu bringen. Während die Crew die verlassene Station in Augenschein nimmt, macht sich der Captain unbemerkt daran, die Kapsel mit Gewalt zu öffnen.
Da dieser zunächst Charlie, der Critters-Jäger, entsteigt, ist der Captain sehr enttäuscht und untersucht den Innenraum der Kapsel nach Reichtümern. Die inzwischen erwachten und geschlüpften Critterbabys attackieren und töten ihn und verschwinden über die Stationsschächte, bevor Charlie eingreifen kann. Die restliche Crew findet Charlie, der sie über die gefräßigen kleinen Biester aufklärt. Nach und nach wird die Gruppe von den wachsenden Critters angegriffen und dezimiert, bis vermeintliche Hilfe in Gestalt von Ug/Tetra und seinen Leuten eintrifft. Schnell stellt sich jedoch heraus, dass diese nur Interesse an den Critters haben.
In der Zwischenzeit experimentieren die nun größeren Critters mit Artgenossen im Labor, um schneller zu wachsen und sich vermehren zu können. Ethan führt Tetras Männer zu besagtem Labor, verschließt die Türen und flüchtet, während Tetras Männer von den Critters getötet werden. Bevor der Raumstationscomputer die Selbstzerstörung der Station auslöst, bringen sich die wenigen Überlebenden in letzter Sekunde in Sicherheit.

## Synchronisation
| Figur                  | Darsteller      | Deutscher Sprecher |
| ---------------------- | --------------- | ------------------ |
| Charlie McFadden       | Don Keith Opper | Gudo Hoegel        |
| Ethan                  | Paul Whitthorne | Alexander Brem     |
| Fran                   | Angela Bassett  | Maria Böhme        |
| Al Bert                | Brad Dourif     | Erhard Hartmann    |
| Captain Rick           | Anders Hove     | Willi Röbke        |
| Bernie                 | Eric Da Re      | Oliver Stritzel    |
| Angela, Computerstimme | Martine Beswick | Michaela Amler     |
| Tetra/Ug               | Terrence Mann   | Leon Rainer        |

## Hintergrund
Der Film schließt direkt an den dritten Teil an. Etwa fünf Minuten des Filmanfangs entstammen dem Abspann von Critters 3 – Die Kuschelkiller kommen. 
Im Jahr 2019 wurden mit Critters Attack!  der fünfte Film der Filmreihe und mit "Critters: A New Binge" eine Webserie veröffentlicht.
Der Schauspieler Brad Dourif, der den Techniker Al Bert verkörpert, wurde ab 1988 im Genre des Horrorfilms insbesondere in seiner Sprechrolle als diabolisch lachende Mörderpuppe Chucky in der gleichnamigen Film-Reihe bekannt.